# Great Cumbrae
Great Cumbrae je ostrov v zálivu Firth of Clyde na západě Skotska, větší ze dvojice ostrovů stejného jména. Má rozlohu necelých 12 km2 a v roce 2011 na něm žilo 1376 obyvatel, je tedy 10. nejzalidněnějším skotským ostrovem, proti sčítání v roce 2001 však populace mírně klesla. Jediným větším sídlem je městečko Millport. Sezónní kolísání vlivem letních pobytů je výrazné, Great Cumbrae je rekreačním zázemím pro populaci hustě osídleného údolí řeky Clyde. Mezi provozovanými aktivitami dominuje cyklistika a pěší turistika.
Název ostrova je gaelského původu, ze slova Cumaradh („místo, kde žijí lidé Cymru“)

## Historie
Ostrov je obydlen od konce poslední doby ledové. Je spojen s christianizací Skotska, byl na cestě misionářů z Irska na skotskou pevninu. V roce 1263 jej jako základnu využil norský král Haakon IV. před bitvou u Largs.
Posledním feudálním vlastníkem ostrova byl bývalý automobilový závodník Johnny Dumfries, titulárně sedmý markýz z Bute.

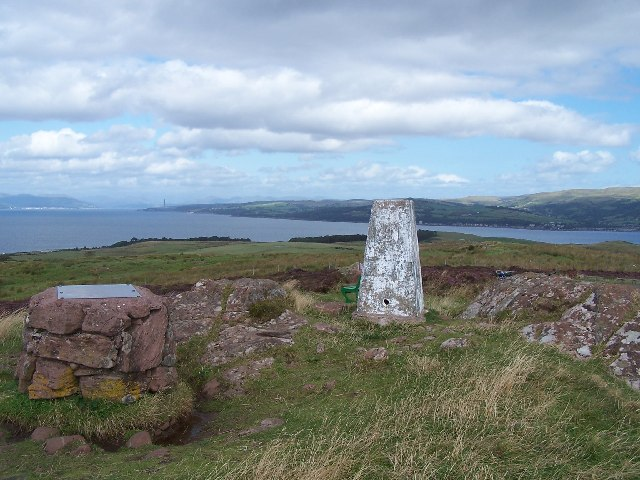
Triangulační bod na nejvyšším místě ostrova

## Přírodní podmínky
Podloží je tvořeno usazenými horninami, zejména pískovci, se stopami glaciálním zalednění.
Na ostrově žijí drobnější savci, sovy a poštolky, na pobřeží množství mořských ptáků, tuleni a delfíni.
Nejvyšším bodem je 127 m vysoký The Glaidstane.

## Doprava
Great Cumbrae je spojen trajektem s městem Largs na skotské pevnině.